# Jacques de Molay

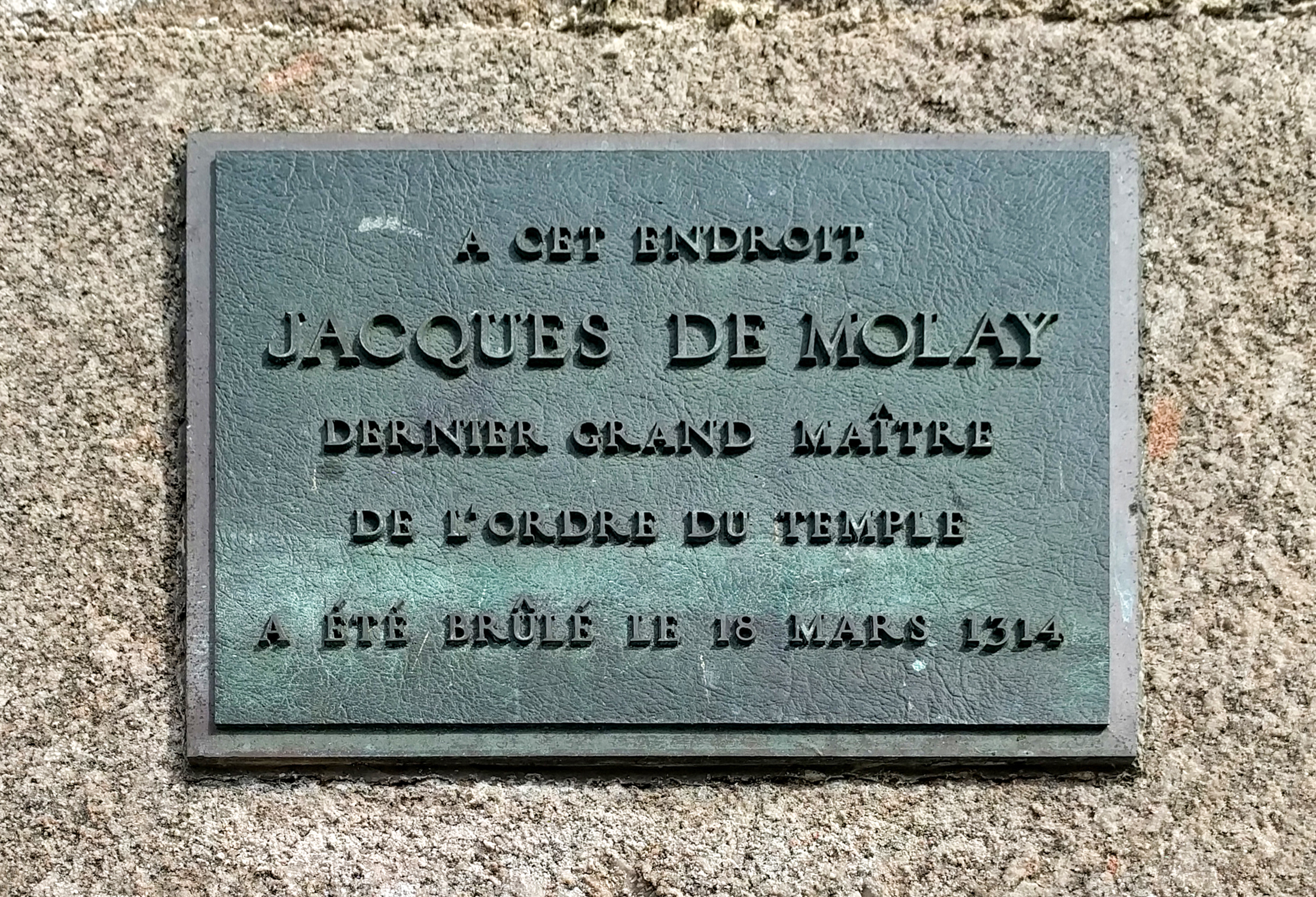
Gedenksteen Jacques de Molay aan de Seine te Parijs

Jacques de Molay (Molay?, omstreeks 1240-1250 - Parijs,  11 maart 1314 (18 maart 1314)) was de laatste grootmeester van de Orde van de tempeliers.

## Biografie
Over zijn jeugd is bijna niets bekend. Aangenomen wordt dat Molay tussen 1240 en 1250 is geboren, meer exact wellicht tussen 1244/45 en 1248/49. Zijn vader was een Bourgondische edelman, Jean de Longwy. Zijn moeder was de dochter van de Sire de Rahon.
Er zijn meerdere plaatsen die de naam Molay dragen, daarom is het niet meer dan een veronderstelling dat hij is geboren in de plaats Molay in het bisdom Besançon in de Franche-Comté.
In 1265 werd Jacques de Molay in Beaune opgenomen in de Orde van de Tempeliers. De plechtigheden bij de inwijding werden geleid door Ymbert de Peraudo en Amalric de Ruppe. Pas in 1270 wordt weer melding gemaakt van de naam Jacques de Molay. Hij zou dan in het Heilige Land verblijven.
In 1285 werd Jacques de Molay tot bevelhebber van Akko benoemd. Omdat hij in 1290 op Cyprus verbleef kon hij in 1291 niet deelnemen aan de verdediging van Akko. In 1291 vond op Cyprus een concilie van de tempelorde plaats. Naar aanleiding daarvan gaf Jacques de Molay uiting aan zijn onvrede over de toestand binnen de orde. Hij zag zichzelf als de aangewezen persoon om daar verandering in te brengen. Vanaf 1294 stond hij aan het hoofd van de tempeliers.
Gedurende het proces tegen de tempeliers in 1307 legde hij door martelingen valse bekentenissen af en werd hij tot levenslange opsluiting veroordeeld. Nadat hij zijn bekentenissen had herroepen, werd hij op 18 maart 1314 in Parijs op de brandstapel terechtgesteld, samen met 40 andere tempeliers. Deze terechtstelling vond plaats aan de westelijke zijde van de Pont Neuf op het Île de la Cité in Parijs. Tegenwoordig geeft een kleine plaquette de plaats aan.
Het is niet met zekerheid te zeggen of de Molay de paus en de Franse koning vervloekte, zoals vaak beweerd wordt in boeken en geschriften. Anderen stellen dat de Molay verklaarde dat paus Paus Clemens V en koning Filips IV van Frankrijk nog binnen hetzelfde jaar voor Gods Gerechtshof moesten verschijnen om zich te verantwoorden. Ze zouden derhalve sterven en voorts zou de Franse koning geen vruchtbare nakomelingen krijgen. Feit is in elk geval dat de paus en de Franse koning inderdaad zeer onverwachts binnen dat jaar stierven. Wat de nazaten van de koning betrof: hij had zes zonen en enkele dochters. Drie zonen stierven vrij jong. De overige drie werden allemaal koning, maar geen van hen had een mannelijke nakomeling.